# Heterormista modesta
Heterormista modesta är en fjärilsart som beskrevs av Swinhoe 1901. Heterormista modesta ingår i släktet Heterormista och familjen nattflyn. Inga underarter finns listade i Catalogue of Life.